# Commentarii Mathematici Helvetici
Die Commentarii Mathematici Helvetici (CMH) ist eine Zeitschrift für Mathematik mit Peer-Review der Schweizerischen Mathematischen Gesellschaft. Sie erscheint ab 1929 vierteljährlich.
Die Zeitschrift hat internationales Ansehen, dort wurden unter anderem wichtige Arbeiten von Heinz Hopf (Satz von Hopf-Rinow 1931), Michel Kervaire, René Thom (Kobordismentheorie 1954), Eduard Stiefel, Beno Eckmann und Jean-Pierre Serre zur Topologie veröffentlicht.
Herausgeber waren 1929 bis 1949 Rudolf Fueter 1950 bis 1981 Johann Jakob Burckhardt, 1982 bis 1989 Pierre Gabriel, 1990 bis 2005 Hanspeter Kraft und ab 2006 Eva Bayer-Fluckiger.
Sie wird von der European Mathematical Society mit Unterstützung der Schweizerischen Akademie der Naturwissenschaften und der Stiftung zur Förderung der mathematischen Wissenschaften in der Schweiz veröffentlicht.
Beiträge, die älter als fünf Jahre sind, sind online zugänglich. Die Artikel erscheinen in Englisch oder Französisch.
Die ISSN ist 0010-2571.